# 이동키 네트워크
이동키 네트워크(eDonkey network)는 음악과 영화 공유를 위한 파일 공유 네트워크이다. 대한민국에서는 당나귀라고도 부르며, 이는 P2P 네트워크인 '당나귀 네트워크'와 그 네트워크의 구성요소를 총칭하는 말이기도 하다. 이동키 네트워크는 P2P 파일 공유 네트워크로서, 파일을 중앙 서버에 저장하지 않고, 클라이언트끼리 직접적으로 교환한다. 이동키 클라이언트 프로그램은 네트워크에 접속해, 파일을 교환하여, 당나귀 서버는 클라이언트의 중개자 역할을 한다. 현재 윈도우, 매킨토시, 리눅스, 유닉스에서 사용가능하다.
잘 알려진 이동키 클라이언트는 다음과 같다.
- 이동키2000(eDonkey2000): 메타머신(MetaMachine)사에서 만든 P2P 소프트웨어. ('이동키 네트워크'와 '오버넷 네트워크'를 이용)
- 이뮬(eMule)
  - 이뮬 플러스(eMule Plus)
- 프루나(Pruna)
- 동키호테(Don Quixote)